# David Emanuel (politico)
David Emanuel Jr. (Contea di Chester, 1744 – Waynesboro, 19 febbraio 1808) è stato un politico statunitense.
Fu il 24º Governatore della Georgia, e viene talvolta ricordato, seppure in modo errato, come il primo governatore statunitense di origine ebraica. Gli è dedicata la contea di Emanuel.

## Biografia

### Origini
Nacque in Pennsylvania attorno al 1744, figlio del ricco borghese David Emanuel Sr. (1710-1769). Nel 1765 gli Emanuel si trasferirono in Georgia, nella contea di Burke, dove il capofamiglia aveva acquisito vasti terreni e molti schiavi. Nel 1768, alla morte del padre, David Emanuel Jr. divenne un facoltoso proprietario terriero.
Studiò legge e divenne un giudice, sposandosi nel 1766 con Ann Lewis e avendo una numerosa discendenza. Sua sorella Ruth sposò invece l'amico di famiglia John Twiggs, allora capitano della milizia georgiana, che sarebbe diventato una delle figure di riferimento dello Stato.
Nel 1775, allo scoppio della rivoluzione americana, si arruolò nella milizia georgiana sotto il comando del cognato. Nel 1781 venne catturato dagli inglesi e condannato a morte, ma riuscì a fuggire prima di essere ucciso e a rientrare in Georgia.

### Carriera politica
Dopo la guerra entrò in politica, servendo nell'Assemblea statale, nella Corte suprema georgiana e come presidente del Senato georgiano. Entrò nel partito Democratico-Repubblicano, ricoprendo diversi ruoli amministrativi fino alla morte. Quando scoppiò lo scandalo dello Yazoo fu uno dei membri della commissione incaricata di indagare sulla frode e sulla corruzione dei coinvolti.
Nel 1801, a seguito delle dimissioni del governatore James Jackson, David Emanuel, allora presidente del Senato, gli succedette, primo uomo in Georgia a diventare governatore tramite successione e non elezione. Rimase in carica fino alle elezioni del novembre successivo, quando cedette l'incarico al neoeletto Josiah Tattnall.
Morì nella sua piantagione nel 1808, dopo essere tornato presidente del Senato statale.

## Primo governatore ebraico?
Dalla metà del XIX secolo alcuni (specialmente il giudice Hansford Twiggs, discendente del generale John Twiggs) cominciarono a sostenere la tesi secondo cui David Emanuel fosse ebreo, quindi il primo governatore statunitense di discendenza giudaica. Questa affermazione si basava sul suo nominativo, composto in realtà da due prenomi, "David" ed "Emanuel", entrambi di chiara origine ebraica.
La tesi venne confutata un secolo più tardi, quando la famiglia Emanuel intraprese delle ricerche genealogiche. Emerse quindi che la famiglia era di origini gallesi, dato che il capostipite Emanuel ap John, nonno di David Jr., era emigrato nelle colonie nei primi decenni del XVIII secolo; suo figlio David Sr. era nato in Pennsylvania nel 1710, e secondo i principi dell'onomastica gallese, che non contempla l'uso dei cognomi, era stato battezzato unicamente col patronimico, divenendo David ap Emanuel. Tuttavia, a causa dell'anglicizzazione spesso praticata nelle Americhe, l'attributivo ap era stato eliminato, trasformando a tutti gli effetti "Emanuel" in un cognome.